# 圣方济各堂 (帕尔马)
圣方济各堂（San Francesco del Prato）是意大利帕尔马中心的一座哥特式教堂。 
该堂始建于13世纪。后殿有一幅关于基督的壁画。毗邻的学校曾经属于方济各会。
1803年拿破仑战争战争期间，该堂遭拿破仑军队洗劫，并改为监狱的一间间囚室，壁画被覆盖，窗户也被更换。钟楼则改为囚禁特殊囚犯的隔离室。该堂的大部分艺术品现在不是被毁或失散，就是在帕尔马国家美术馆以及老圣三堂（Santissima Trinità Vecchia）展出。

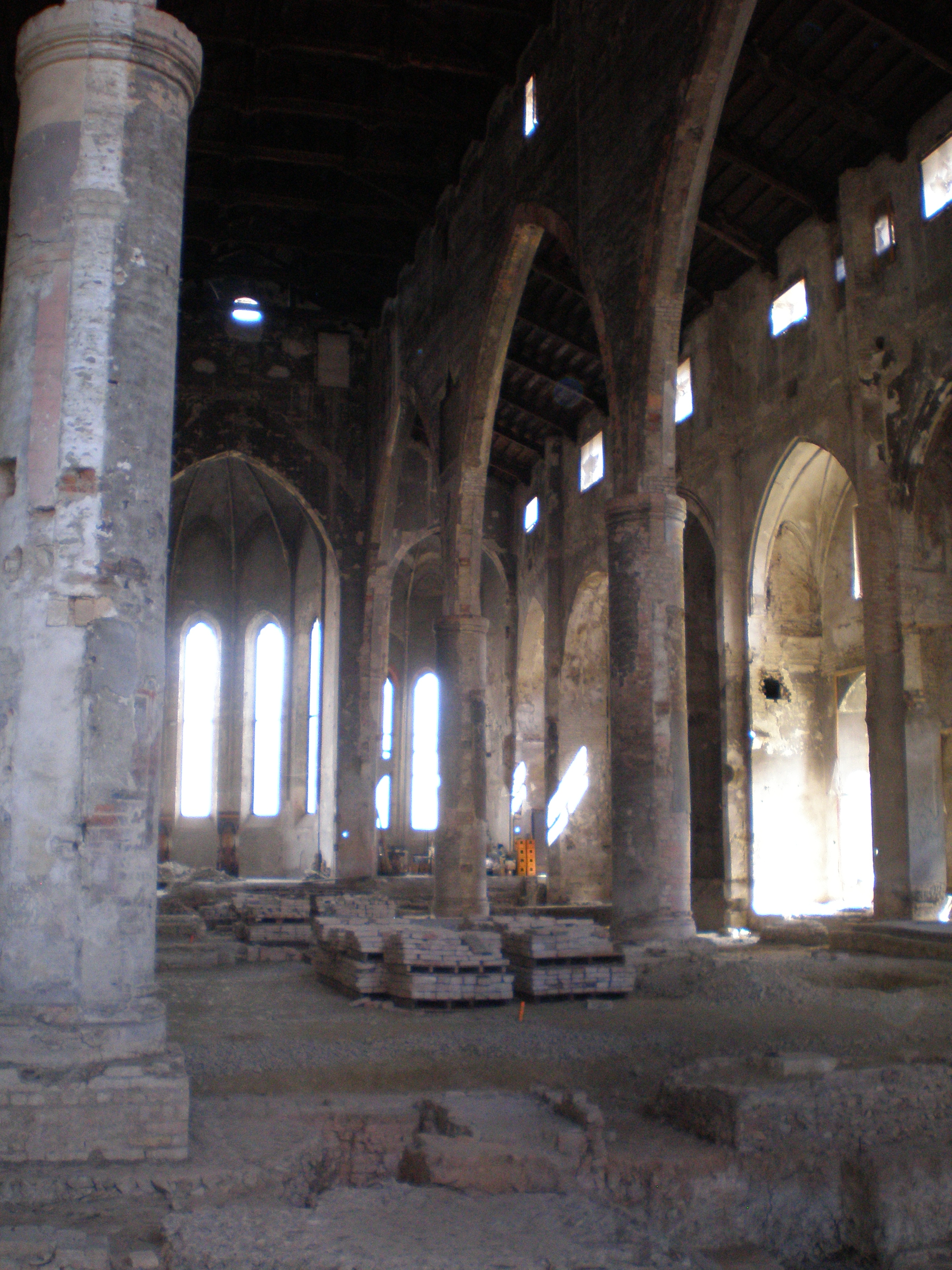
内部